# Beste Rotterdamse Boek
De prijs voor het Beste Rotterdamse Boek, voorheen ook bekend als de "Novel Award", werd in 2007 voor het eerst uitgereikt en is een initiatief van Bibliotheek Rotterdam. Boeken die genomineerd kunnen worden, zijn boeken die nadrukkelijk handelen in Rotterdam en/of zijn geschreven door een auteur uit Rotterdam of de regio Rijnmond. Sinds 2013 wordt de prijs tweejaarlijks uitgereikt en zijn er twee categorieën: fictie en non-fictie. De prijsuitreiking vindt plaats tijden het Lezersfeest in de Centrale Bibliotheek Rotterdam.  

## 2006
De prijs werd in 2007 toegekend (voor het Beste Rotterdamse Boek van 2006) aan Judith Visser voor haar roman Tegengif. De overige genomineerden voor het beste boek van 2006 waren: 
- Jules Deelder met Swingkoning
- Marcel Möring met Dis
- Abdelkader Benali met Feldman en ik
- Jeroen Naaktgeboren met Poetry Slam, het festival

## 2007
De prijs voor het Beste Rotterdamse Boek 2007 werd op het Rotterdams Letterenbal, de Rotterdamse opening van de Boekenweek, uitgereikt aan Judith Visser voor haar roman Tinseltown. Voor de Novel Award voor het Beste Rotterdamse boek van 2007 waren verder genomineerd:
- Bianca Boer met Troost en de geur van koffie
- Sanneke van Hassel met Witte Veder
- Martine Kamphuis met Ex
- Elisabeth Mollema met Prooi

## 2008
Het Beste Rotterdamse Boek van 2008 was Fantasma van Najoua Bijjir. De andere genomineerden waren:
- Elvin Post met Geboren Verliezers
- Robert Haasnoot met Langzame wals
- Tania Heimans met Hemelsleutels
- Sander de Kramer met Van miljonair tot krantenjongen
- Judith Visser met Stuk
- Trea van Vliet met Opstelten, burgemeester van Rotterdam 1999-2009
- Elisabeth Mollema met Vergelding
- Martine Kamphuis met Kift
- Jan Oudenaarden met Hand in hand, kameraden

## 2009
In 2009 was het Beste Rotterdamse Boek: Alle ballen op Heintje van Hugo Borst. Ook genomineerd voor deze prijs waren:
- Jutta Chorus met Afri
- Wilfried de Jong met De man en zijn fiets
- Sander de Kramer met Botsauto door Rotterdam
- Nelleke Noordervliet met Zonder noorden komt niemand thuis
- Hans Visser met GOD

## 2010
Brandgrens Rotterdam 1930/2010 van Paul van de Laar en Koos Hage was het Beste Rotterdamse Boek van 2010. De andere genomineerden:
- Alex Boogers met De tijger en de kolibrie
- Sanneke van Hassel met Nest
- Ernest van der Kwast met Mama Tandoori
- Henk van Osch met Bram Peper - Man van Contrasten
- Elvin Post met Roomservice

## 2011
Op 21 maart 2012 werd de prijs voor het Beste Rotterdamse Boek 2011 uitgereikt aan Carel van Hees voor zijn boek Eversteijn. De vier andere genomineerden:
- Simon Rozendaal met De winkel van mijn vader
- Anne Vegter met Eiland berg gletsjer
- Yvonne Scholten met Fanny Schoonheyt
- Nina Roos met Neem op

## 2013
In 2013 konden jury en stemmers winnaars kiezen uit twee categorieën: fictie en non-fictie. De genomineerden waren: 
in de categorie fictie	
- Jan Brokken met De vergelding
- Elfie Tromp met Goeroe
- Ester Naomi Perquin met Celinspecties
- Alex Boogers met Alle dingen zijn schitterend
- Sanneke van Hassel met Ezels
- Marjolijn van Heemstra met Laatste Aedema

in de categorie non-fictie	
- Yoeri Kievits met Rotterdam Hooligan
- Erik Brus en Fred de Vries  met De gehavende stad
- Joris Molenaar met Brinkman en Van der Vlugt Architects
- Caroline Zeevat, Lotte Stekelenburg en Suze Peters met Het onkruidboek
- Chantal van Heeswijk met Ik wilde niets zeggen, maar mijn mond praatte zich voorbij
- Freek van Arkel met Report Rotterdam

Alex Boogers won met zijn boek Alle dingen zijn schitterend de prijs voor de categorie fictie. Joris Molenaar won met Brinkman en Van der Vlugt Architects in de categorie non-fictie.

## 2015
- Raoul de Jong voor De grootsheid van het al (juryprijs)
- Hans Wilschut voor Centraal (publieksprijs)

overige genomineerden
- Hugo Borst voor  O Louis
- Sanneke van Hassel voor Hier blijf ik door
- Ernest van der Kwast voor  De ijsmakers
- Hans Zirkzee voor  Jazz in Rotterdam

## 2017
De winnaar van het Beste Rotterdamse Boek van 2017 was Ernest van der Kwast met Het wonder dat niet omvalt.